# Jedle bělokorá

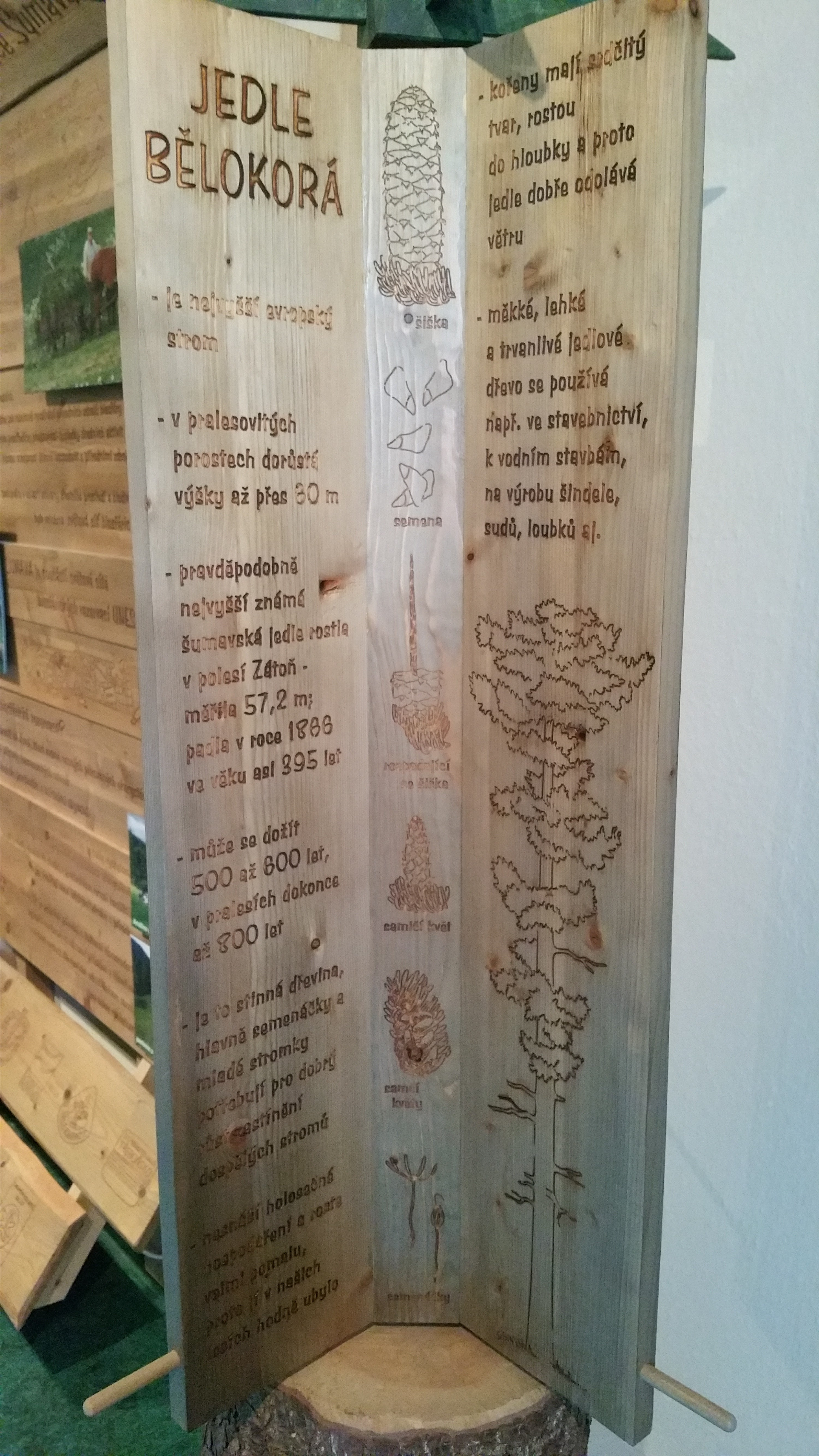
Informační tabule o jedli bělokoré v expozici šumavské přírody v Muzeu Vimperska

Jedle bělokorá (Abies alba) je vysoký statný jehličnatý strom s kuželovitou až válcovitou korunou, jediný středoevropský zástupce rodu jedle. Ve střední Evropě roste v horských a podhorských lesích, společně s bukem vytváří nyní již vzácné bukojedlové lesy. Své optimum má v 5. lesním vegetačním stupni (LVS) na bohatých stanovištích živné řady. Pozůstatky původních bukojedlových porostů se vyskytují např. v pralese Mionší v Beskydech.

## Synonyma
- Abies pectinata Lam. et DC; Abies excelsa Link.; Abies picea (L.) Pers.; Abies vulgaris Poiret; Pinus abies Du Roi; Pinus pectinata Lam.; Pinus picea L[2]

## Vzhled
Velmi vysoký strom (až 65 m) s válcovitým rovným kmenem o průměru až 2 m. Koruna je v mládí kuželovitá, později válcovitá, na vrcholu ve vyšším věku zploštělá (tzv. čapí hnízdo). Kůra je hladká, většinou světle šedá, ve stáří tvoří tmavší, rozpukanou borku. Při uvolnění ze zápoje často vyráží na kmeni bočními výhony ze spících pupenů, tzv. „vlky“.
Letorosty šedé, jemně plstnaté. Pupeny špičatě vejčité, hnědé, bez pryskyřice. Jehlice 2–3 cm dlouhé, ploché, na svrchní straně leskle temně zelené, na rubu s dvěma lesklými proužky (průduchy). U starších větví jsou dvouřadě zkroucené, u plodonosných větví kryjí větvičku i shora.
Šišky jsou vzpřímené, 10–20 cm dlouhé, 3–5 cm široké, válcovité, nahoře zaoblené. Dozrávají během září a rozpadají se na stromech: jejich šupiny opadávají a na stromech zůstávají pouze vřetena. Trojhranná semena (8–11 mm dlouhá, 3–5 mm široká) mají neopadavé křídlo.
Jedle má silný kůlový kořen a parohovitě větvené postranní kořeny, proto je dobře zakotvena v půdě a téměř u ní nedochází k vývratům. Kořeny hojně využívají mykorhizu, zvláště s holubinkovitými houbami (ryzce, holubinky) a muchomůrkami.

## Rozšíření
Jedle bělokorá se vyskytuje v evropských pahorkatinách a horských polohách s optimem v Alpách, Českém masivu, Karpatech, méně také ve střední Francii, západním Německu a v jihoevropských Apeninách a na Balkáně. Jako horská dřevina se vyskytuje v Pyrenejích. Směrem na Balkán a k Malé Asii dochází k hybridizaci s místními druhy (jedle řecká, dále na východ j. kavkazská) za vzniku řady menších taxonů (jedle makedonská, trojská, Bornmülerova aj.). Za variantu jedle bělokoré je někdy považován sicilský endemit jedle sicilská (A. nebrodensis).

## Ekologie

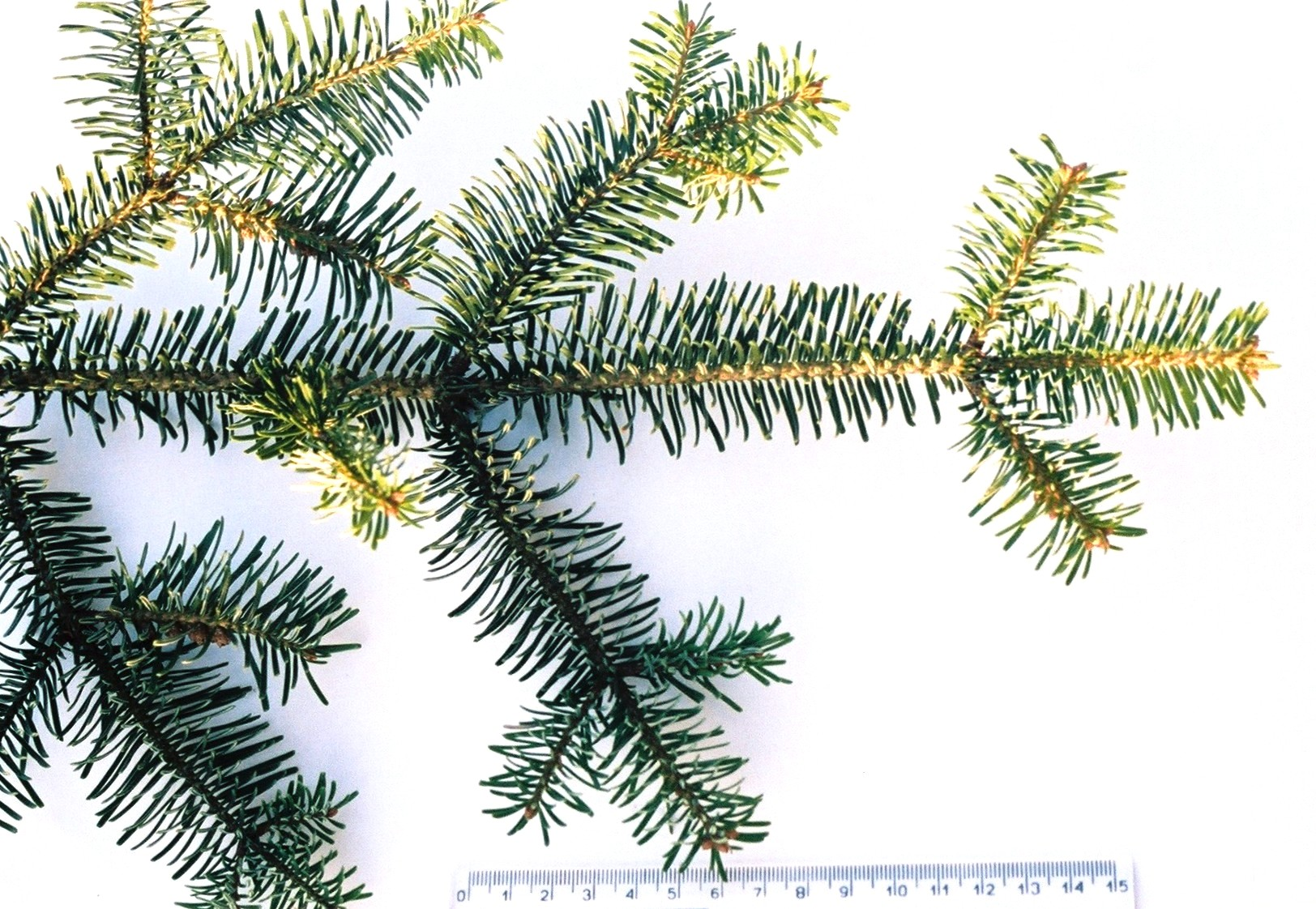
Větvička s jehličím a měřítkem

Mapa ukazující přirozené rozšíření jedle bělokoré v Evropě

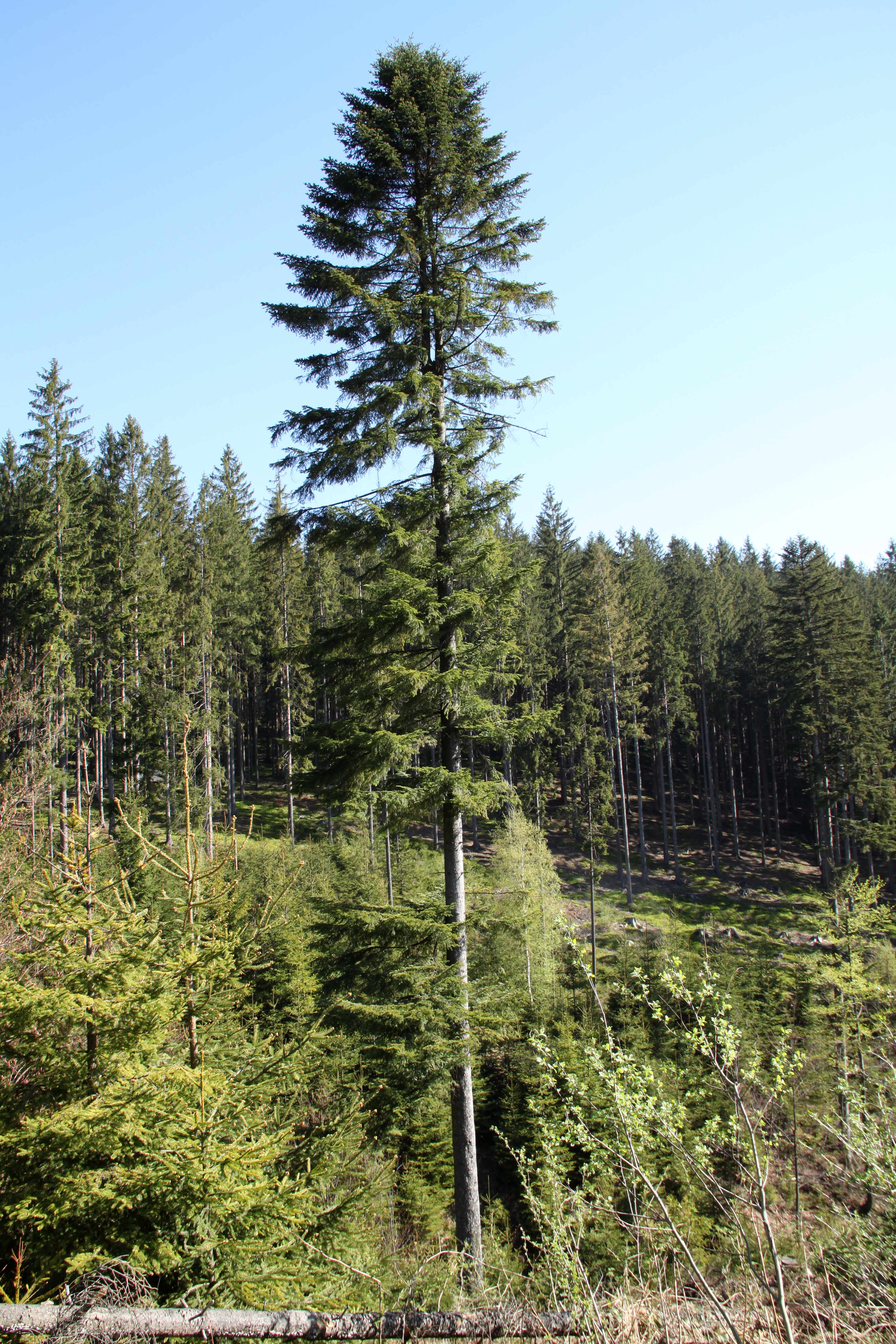
Typický habitus solitérního stromu

Hranice jejího rozšíření je limitována jejími nároky na vlhkost a citlivost vůči pozdním mrazům. V jižní části areálu je vysloveně horským stromem (vystupuje téměř do 2000 m n. m.), směrem na sever sestupuje i do nižších poloh (300 m). Vyžaduje vlhkou hlubší půdu a jako klasický klimaxový druh snáší v mládí velmi dobře zastínění; nastupující generace dokáže v podrostu vegetovat i 100–120 let při vzrůstu kolem dvou metrů. Růst je v mládí velmi pomalý. Rychleji roste od 15 let věku a výškový růst dosahuje maxima mezi 30 a 60 lety. Jedle nesnáší velkoplošné holé seče, je citlivá na pozdní nebo časné mrazy. Nálety a nárosty také trpí náhlým (předčasným) uvolněním. Od stádia mlazin však stupňuje své nároky na světlo. V uzavřených lesních porostech plodí přibližně od 60 let věku.

### Fytocenologie
Jedle se v českých podmínkách podílí či podílela na tvorbě svazů Fagion sylvaticae (Květnaté bučiny a jedliny) a Luzulo-Fagion sylvaticae (Acidofilní bučiny a jedliny). Na úživnějších stanovištích poloh středních poloh (400–850 m n. m.) se jako významná příměs či přímo kodominanta vyskytovala ve společenstvech květnatých mezotrofních a eutrofních bučin; po velkém ústupu jedle je však její přítomnost zde spíše sporadická.Porosty, kde vlivem různých podmínek jedle převládla, jsou klasifikovány jako květnaté jedliny (Galio rotundifolii-Abietetum albae), v nichž dominuje jedle bělokorá v příměsi se smrkem a několika listnatými dřevinami (javor klen, habr, buk, zimolezy, bez černý a červený); v bylinném patře převládají lesní mezofyty a nitrofyty.
Podobná situace je i na chudších, kyselých stanovištích vyšších poloh: zde se jedle vyskytovala či vyskytuje jako příměs acidofilních podhorských a horských bučin, jehličnaté porosty se smrkem ve vyšších polohách tvoří druhově chudé bikové (Luzulo-abietetum) a brusnicové (Vaccinio-Abietetum) jedliny s podrostem dalších lesních acidofytů (šťavel kyselý, metlička křivolaká, různé kapradiny). Bohatěji bývá vyvinuto mechové patro. Vzhledem k omezené možnosti jedle zmlazovat v přezvěřených hospodářsky využívaných lesích hrozí však těmto společenstvům přirozená i člověkem řízená přeměna na smrkové monokultury.

## Ústup jedle a její lesnická reintrodukce
Ačkoli přirozené zastoupení jedle ve středoevropských lesích činí 18–19 %, již od 19. století začalo v oblastech severně od Alp docházet k jejímu výraznému úbytku, který se ještě zrychlil ve století 20. Toto „chřadnutí jedle“ je pravděpodobně způsobeno kombinací vícera faktorů. Jednak je na vině nástup holosečného hospodaření, masivní pěstování smrku a zkrácená doba obmýtí v lesích, které jedli jako dlouhověké, pozdě plodící, klimaxové dřevině nesvědčí. Synergicky zde působí i malá odolnost jedle k prudším klimatickým změnám na stanovišti, znečištění a imise, stres zapříčiněný oteplováním a vysycháním klimatu, stejně jako kalamity škůdců (korovnice kavkazská). Oslabené porosty jsou napadány houbovými parazity, zejména václavkou. I ve zdravých porostech jedle obtížně zmlazuje kvůli masivnímu okusu mladých jedinců od přemnožené spárkaté zvěře. Nověji se diskutují i příčiny genetické, spočívající především v malé vnitropopulační genetické variabilitě v severní části areálu (karpatské ani západoevropské části areálu tímto úhynem jedle výrazně zasaženy nebyly), jejímž důsledkem je oslabení adaptační schopnosti.
Ve druhé polovině 20. století je jedle cíleně lesnicky reintrodukována, její stavy se však stále pohybují hluboko pod cílenou úrovní, která činí 4,4 %. V roce 2024 byla v Česku velmi málo zastoupenou dřevinou (1,3 %), to je asi 33 000 hektarů redukované porostní plochy. Nejlépe jí svědčí hospodaření blízké výběrnému lesu. V Červeném seznamu ohrožených druhů ČR je zařazena mezi vzácnější druhy vyžadující další pozornost (C4a).

## Využití
Dřevo jedle má hustotu 0,47 g/cm³ při 15% obsahu vody. Dřevo je bezjádrové, měkké, středně lehké, elastické a pevné. Běl a vyzrálé dřevo je bílé až bílošedé, při stárnutí je červenošedé. Málo sesychá, má dobrou rozměrovou a tvarovou stálost, dobře se suší a impregnuje.
Dřevo jedle je málo odolné proti napadení houbou, hmyzem a povětrnostním vlivům, ve vodě je však vysoce trvanlivé.
 Používá se k vodním stavbám (čluny, piloty, jezy), dále jako stavební dříví, k výrobě šindelů, sudů apod. Vzhledem k poměrně vzácnému výskytu v našich lesích, způsobeném znečištěním vzduchu, silným spásáním zvěří a opomíjením ze strany lesníků se jedlové dřevo většinou používá při rekonstrukcí krovů historických budov a dřevěných staveb či zastřešených mostů.
Využití má jedle jako vánoční stromek a ozdobná vánoční klest, méně jako okrasná dřevina z důvodu řidšího zavětvení a nekompaktního habitu. Jedlové silice z jehličí a šišek se využívají v aromaterapii a léčitelství pro jejich antiseptické, uvolňující a uklidňující účinky.

## Památné jedle v Česku
- Fremuthova jedle – nejvyšší jedle v České republice (výška 51 m)
- Jedle a smrky pod Strahovem
- Jedle Vévodkyně – s obvodem kmene 450 cm nejmohutnější evidovaná jedle v České republice
- Jezerní jedle
- Skupina stromů v zámeckém parku Palvinov
- Vopařilova jedle (torzo)
- Jedle v lázeňském parku
- Jedle pod skálou v Nancy
- Jedle pod Hůrkou
- Jedle Veroniky Lahrové
- Velká jedle (Janské Údolí)